# Hoplia vicina
Hoplia vicina är en skalbaggsart som beskrevs av Imre Frivaldszky 1890. Hoplia vicina ingår i släktet Hoplia och familjen Melolonthidae. Inga underarter finns listade i Catalogue of Life.